# Det genfødte skib
Det genfødte skib er en dansk dokumentarfilm fra 1986 med instruktion og manuskript af Børge Høst.

## Handling
I 1962 blev vraget af handelsskibet Roar Ege gravet ud og opstillet på Vikingeskibsmuseet i Roskilde. Et par årtier senere beslutter man sig for at bygge en tro kopi af skibet og sætte det i søen. I filmens følges denne proces, som udføres af forskere, historikere og håndværkere. Selvom der ikke fandtes arbejdstegninger fra vikingetiden, kommer forskerne frem til, at der lå ganske bestemte principper bag bygningen af skibet. Disse følges til fulde ved bygningen af Roar Ege-kopien, der kommer ud at sejle - bedre end mange nye skibe.